# NK Bratstvo Gornje Bazje
Nogometni klub Bratstvo Gornje Bazje hrvatski je nogometni klub iz Gornjeg Bazja, općina Lukač. U sezoni 2022./23. natječe u 1. ŽNL Virovitičko-podravskoj.
Svoj najbolji rezultat klub je ostvario nastupom u 4. HNL, te osvajanjem kupa Virovitičko-podravske županije 2006. godine kada su u finalu svladali HNK Suhopolje rezultatom 5:3.